# Gaius Serius Augurinus
Gaius Serius Augurinus war ein römischer Politiker und Senator.
Sein Vater Gaius Iunius Serius Augurinus war im Jahr 132 Konsul gewesen. Im Jahr 156 wurde Augurinus ordentlicher Konsul und im Amtsjahr 169/170 Prokonsul der Provinz Africa.